# BlackBerry Priv
BlackBerry priv，是黑莓公司Android的智能手机，2015年10月推出。這是黑莓首次推出基於Android系統旳智能手机，由於過往一直被指應用程式數量少，改用Android能利用其程式數量改善用戶體驗，吸引更多非商務人士購買。

## 主要特色与功能

### 硬件
螢幕採用了三星製造的5.4吋 2560x1440曲面螢幕。後鏡頭為Schneider-Kreuznach的1800萬像素鏡頭，支援4:3及1:1模式拍攝。

### 鍵盤
Blackberry Priv具有黑莓一貫的設計語言，具有一個滑蓋式QWERTY鍵盤，一般狀態下鍵盤被收入機身，可使用觸控螢幕輸入。
用戶可以將鍵盤按鍵設定成快捷鍵，只要長按按鍵可以開啟App。
另外鍵盤亦具有滑動功能，可以在瀏覽器上滑動頁面。

### 軟件
Priv不採用自家BlackBerry 10轉而採用Android系統，使得一直被人詬病的軟件稀少問題得以改善。
而針對Android安全性的問題，BlackBerry為Priv裝設特製的DTEK軟件，有效增強安全性。